# Classe Thresher/Permit
La classe Thresher/Permit, est une classe de quatorze sous-marins nucléaires d'attaque de l'US Navy construits entre 1958 et 1968 et actifs entre 1961 et 1996. Construits pour remplacer la classe Skipjack. Ils sont principalement utilisés dans les années 1960 et 1970, jusqu'à leur remplacement progressif par les sous-marins de classe Sturgeon et Los Angeles.
La classe Thresher/Permit représente le résultat d'une étude commandée, en 1956, par le chef des opérations navales (CNO), l'amiral Arleigh Burke. Avec le Project Nobska (en), le comité sur la guerre sous-marine de l'Académie nationale des sciences a su tirer les enseignements des divers prototypes et plates-formes expérimentales.

## Développement
Si cette nouvelle classe de sous-marin conserve le réacteur S5W éprouvé de la classe précédente Skipjack, elle apporte plusieurs changements radicaux. Elle dispose d’un nouveau sonar d'étrave de conception initiée par le Project Nobska (en) et expérimenté par le Tullibee. Même si elle utilise le même acier HY-80 à haute résilience que sur les Skipjacks, le procédé a été amélioré et validé pour permettre à la coque de supporter la pression à une profondeur de 400 m. Les espaces techniques et moteurs ont également été redessinés. Ainsi, les turbines ont été suspendues sur la coque pour une meilleure isolation phonique. Le massif du Thresher (le plus petit monté sur un SSN américain) compense l'augmentation de la traînée de la coque, donnant Thresher une vitesse maximale de 33 nœuds, la même que sur les Skipjacks. Le Thresher est équipé d'hélices symétriques à cinq pales, très similaire à celles initialement installées sur les Skipjacks.
Selon Norman Friedman, lors des essais de la classe, on constate que l'hélice produit un bruit problématique. Il est déterminé que la source de ce bruit, appelé Blade Rate Vibration, provient des pales des hélices. Ce bruit qui peut porter sur de nombreux miles, pourrait être utilisé par un sous-marin ennemi afin de mettre en place une solution de tir parce que la fréquence des pales était directement liée à la vitesse du sous-marin (le RPM de l’hélice). La solution est soit d’installer une hélice plus petite avec une vitesse de rotation accrue ou une plus grande hélice à la rotation plus faible. Cette dernière solution est choisie pour tous les SNA américains ultérieurs depuis la Classe Thresher/Permit, avec l'installation d'hélices à sept pales. Cela réduit le problème résonance, mais réduit aussi la vitesse de pointe des sous-marins de 29 à 28 nœuds en plongée.

## Construction
Le premier sous-marin commandé de cette classe est l'infortuné Thresher qui donnait son nom à la classe. Après la perte du Thresher, la classe a pris le nom du deuxième navire de la classe, l’USS Permit. Cette perte est aussi à l’origine du programme SUBSAFE (en). Le SUBSAFE est un programme d'assurance qualité de la Marine des États-Unis visant à maintenir la sécurité de la flotte de sous-marins nucléaires et spécifiquement à s'assurer que la coque d'un sous-marin va rester étanche, et qu'il peut récupérer d'une inondation imprévue. Il prévoit aussi un suivi détaillé de chaque composant en contact avec l'eau de mer. Les joints de tous les équipements en contact avec l'eau doivent être soudés (non brasée), et un mécanisme hydraulique contrôlable à distance permet de fermer rapidement les ouvertures dans la coque.
La salle des machines de l'USS Jack (SSN-605) (en) est allongée de dix pieds pour accueillir un système de propulsion à entraînement direct expérimental utilisant des hélices contrarotatifs concentriques. Bien que ces hélices produisent un gain impressionnant de vitesse sur l’expérimentale USS Albacore (AGSS-569), sur l’USS Jack les résultats sont décevants en raison de difficulté d’étanchéité de l'arbre. L'USS Jack utilise également un traitement polymère afin de réduire les bruits d'écoulement qui dégradent les performances du sonar.
L'USS Flasher (SSN-613) (en), l'USS Greenling (SSN-614) (en) et l'USS Gato (SSN-615) sont équipés avec des machines plus lourdes et un massif plus grand, pour abriter mâts supplémentaires. Ils sont aussi dix pieds plus long que les autres unités de la classe afin d'inclure plus de fonctionnalités SUBSAFE avec des capacités supplémentaires de flottabilité, plus d'équipement de collecte de renseignements et l'amélioration des quartiers de vie .

## Armement
Les tubes lance-torpilles sont déplacés vers le milieu de la coque sur les navires de cette classe. Ce changement permet la libération d'un grand espace sur l'avant nécessaire à l'installation d'un sonar BQQ-2 de nouvelle génération avec des capteurs basses fréquences extrêmement sensibles. 
Initialement armée de torpille Mark 37, la classe Thresher/Permit est par la suite armée avec une la version modernisée Mark 48. Elle est aussi équipée mines MK-57, de missile de lutte anti-sous-marine UUM-44 SUBROC (en remplacement de six Mk-48, quatre après l’adoption des Harpoon) et plus tard de missile antinavire AGM-84 Harpoon (en remplacement de quatre des Mk-48). 
La charge maximale d'armes est de 23 torpilles / missiles ou, théoriquement de 46 Mk-57, Mk-60 ou Mk-67 ; en fonction de la mission les sous-marins sont armés d'un mix de mines, torpilles et missiles.

## Unités de la classe
| Nom           | Numéro  | Image | Chantier                               | Quille            | Lancement        | Mise en service  | Destin                       |
| ------------- | ------- | ----- | -------------------------------------- | ----------------- | ---------------- | ---------------- | ---------------------------- |
| USS Thresher  | SSN-593 |       | Portsmouth Naval Shipyard              | 28 mai 1958       | 9 juillet 1960   | 3 août 1961      | Naufrage le 10 avril 1963    |
| USS Permit    | SSN-594 |       | Mare Island Naval Shipyard             | 1er mai 1959      | 1er juillet 1961 | 29 mai 1962      | Désarmé le 23 juillet 1991   |
| USS Plunger   | SSN-595 |       | Mare Island Naval Shipyard             | 2 mars 1960       | 9 décembre 1961  | 21 novembre 1962 | Désarmé le 2 février 1990    |
| USS Barb      | SSN-596 |       | Chantier naval Ingalls de Pascagoula   | 9 novembre 1959   | 22 février 1962  | 24 août 1963     | Désarmé le 20 décembre 1989  |
| USS Pollack   | SSN-603 |       | New York Shipbuilding Corporation      | 14 mars 1960      | 17 mars 1962     | 26 mai 1964      | Désarmé le 1er mars 1989     |
| USS Haddo     | SSN-604 |       | New York Shipbuilding Corporation      | 9 septembre 1960  | 14 août 1962     | 16 décembre 1964 | Désarmé le 12 juin 1991      |
| USS Jack      | SSN-605 |       | Portsmouth Naval Shipyard              | 16 septembre 1960 | 24 avril 1963    | 31 mars 1967     | Désarmé le 11 juillet 1990   |
| USS Tinosa    | SSN-606 |       | Portsmouth Naval Shipyard              | 24 novembre 1959  | 9 décembre 1961  | 17 octobre 1964  | Désarmé le 15 janvier 1992   |
| USS Dace      | SSN-607 |       | Chantier naval Ingalls de Pascagoula   | 6 juin 1960       | 18 août 1962     | 4 avril 1964     | Désarmé le 2 décembre 1988   |
| USS Guardfish | SSN-612 |       | New York Shipbuilding Corporation      | 28 février 1961   | 15 mai 1965      | 20 décembre 1966 | Désarmé le 4 février 1992    |
| USS Flasher   | SSN-613 |       | Chantier naval Electric Boat de Groton | 14 avril 1961     | 22 juin 1963     | 22 juillet 1966  | Désarmé le 14 septembre 1992 |
| USS Greenling | SSN-614 |       | Chantier naval Electric Boat de Groton | 15 août 1961      | 4 avril 1964     | 3 novembre 1967  | Désarmé le 18 avril 1994     |
| USS Gato      | SSN-615 |       | Chantier naval Electric Boat de Groton | 15 décembre 1961  | 14 mai 1964      | 25 janvier 1968  | Désarmé le 25 avril 1996     |
| USS Haddock   | SSN-621 |       | Chantier naval Ingalls de Pascagoula   | 24 avril 1961     | 21 mai 1966      | 22 décembre 1967 | Désarmé le 7 avril 1993      |

## Histoire et déploiement
Tous les navires du type Thresher/Permit ont servi dans les conditions typiques de la guerre froide, associée à la participation aux exercices navals avec les flottes des États-membres de l'OTAN, des simulations de guerre, à la recherche et développement de nouvelles technologies et à la lutte contre les sous-marins ennemis, ainsi qu'aux «opérations spéciales». Ces opérations sont généralement en relation du renseignement ou impliqués dans le suivi de la flotte sous-marine de l'Union soviétique et ainsi qu’à la protection de leurs propres sous-marins, porteurs de missiles balistiques SLBM. 
Le 10 avril 1963, l'USS Thresher (SSN-593) disparait en mer à 220 milles marins (407,4 km) au large de la côte est des États-Unis durant des tests de plongée faisant 129 victimes. C'est le premier des deux sous-marins nucléaires américains perdu en mers.